# Steen Fladberg
Steen Fladberg (11 de octubre de 1956) es un deportista danés que compitió en bádminton, en las modalidades de dobles y dobles mixto.
Ganó tres medallas en el Campeonato Mundial de Bádminton, en los años 1980 y 1983, y tres medallas en el Campeonato Europeo de Bádminton, en los años 1986 y 1988.

## Palmarés internacional
| Campeonato Mundial | Campeonato Mundial     | Campeonato Mundial | Campeonato Mundial |
| Año                | Lugar                  | Medalla            | Prueba             |
| ------------------ | ---------------------- | ------------------ | ------------------ |
| 1980               | Yakarta (Indonesia)    | Medalla de bronce  | Dobles mixto       |
| 1983               | Copenhague (Dinamarca) | Medalla de oro     | Dobles             |
| 1983               | Copenhague (Dinamarca) | Medalla de plata   | Dobles mixto       |
| Campeonato Europeo |                        |                    |                    |
| Año                | Lugar                  | Medalla            | Prueba             |
| 1986               | Uppsala (Suecia)       | Medalla de oro     | Dobles             |
| 1988               | Kristiansand (Noruega) | Medalla de oro     | Dobles mixto       |
| 1988               | Kristiansand (Noruega) | Medalla de plata   | Dobles             |